# واهو (نبراسکا)
واهو(به انگلیسی: Wahoo) شهری در ایالت نبراسکا کشور ایالات متحده آمریکا است که جمعیت آن در سرشماری سال ۲۰۱۰ میلادی، ۴٬۵۰۸ نفر بوده‌است.